# Húsvéti parádé
A Húsvéti parádé (eredeti cím: Easter Parade) egy 1948-as amerikai filmmusical, melynek két főszereplője Judy Garland és Fred Astaire. Ez volt a két színész egyetlen közös filmszerepe.
A film rendezője Charles Walters volt, forgatókönyvét Sidney Sheldon,  Frances Goodrich és Albert Hackett írták. Az aláfestő zenéket Johnny Green és Roger Eders szerezték, ugyanakkor a filmben énekelt dalokat Irving Berlin írta.

## Cselekmény
Don Hewes, a Broadway egyik sztártáncosa egy tánckarból emelte ki Nadine Halet, akivel azóta szerelmespárként szép karriert futottak be. Nadine azonban nagyobb sikerre vágyik, ezért szólókarrierbe kezd. Döntésével mélyen megbántja Dont, aki bosszúból úgy dönt, bebizonyítja, hogy bárkiből képes egy új Nadine Halet faragni. Egy magányos görbe estén egy bárban belebotlik egy középszerű táncosnőbe, Hannahba, és azonnal szerződést kínál neki. A lány kezdetben nem több mint egy csetlő botló kezdő, fokozatosan azonban bebizonyítja hogy igenis tehetséges. Don mindössze kísérleti nyúlnak tekinti a lányt, Hannah azonban fülig beleszeret partnerébe.

## Szereplők
- Judy Garland — Hannah Brown
- Fred Astaire — Don Hewes
- Peter Lawford — Jonathan Harrow III
- Ann Miller — Nadine Hale
- Jules Munshin — François
- Clinton Sundberg — Mike
- Richard Beavers — énekes
- Jeni Le Gon — Essie
- Jimmy Bates — fiú a játékboltban
- Norman Barker — harsonás
- Jimmie Dodd — taxisofőr

## A filmben elhangzó dalok
Zárójelben az énekes neve olvasható.
1. "Happy Easter" (Fred Astaire)
2. "Drum Crazy" (Astaire)
3. "It Only Happens When I Dance With You" (Astaire)
4. "I Want To Go Back To Michigan" (Judy Garland)
5. "Beautiful Faces Need Beautiful Clothes"
6. "A Fella with an Umbrella" (Peter Lawford, Garland)
7. Vaudeville Montage: "I Love a Piano" (Garland singing), "Snookey Ookums" (Astaire, Garland), "The Ragtime Violin" (Astaire), and "When the Midnight Choo-Choo Leaves for Alabam'" (Garland, Astaire)
8. "Shakin' the Blues Away" ( Ann Miller)
9. "It Only Happens When I Dance With You (reprise)" (Garland)
10. "Steppin' Out with My Baby" (Astaire és egy kórus[1])
11. "We're a Couple of Swells" (Astaire, Garland)
12. "The Girl on the Magazine Cover" (Richard Beavers)
13. "It Only Happens When I Dance With You" (instrumentális)
14. "Better Luck Next Time" (Garland)
15. "Easter Parade" (Garland, Astaire)
16. "Everybody's Doin' It Now" (Instrumentális)[2]

## Érdekességek
- Don Hewes szerepét eredetileg Gene Kelly játszotta volna el. Kellynek azonban közvetlenül a forgatás kezdete előtt eltört a bokája, így esett végül a választás Fred Astaire-re.[3]
- Jonathan Harrow III szerepére eredetileg Frank Sinatra-t tervezték, a végső választás azonban Peter Lawford-ra esett.
- Ez volt Ann Miller első olyan filmje, amelyet a Metro-Goldwyn-Mayer készített.

## Díjak és jelölések
| Díj                        | Kategória                               | Személy                                            | Eredmény |
| -------------------------- | --------------------------------------- | -------------------------------------------------- | -------- |
| Oscar-díjátadó             | Oscar-díj a legjobb eredeti filmzenének | Johnny Green és Roger Edens                        | Elnyerte |
| Amerikai Írók Céhének díja | Az Év Legjobb Amerikai Musicalje        | Sidney Sheldon, Frances Goodrich és Albert Hackett | Elnyerte |